# Sönam Chöphel
Desi Sönam Chöphel (tib.: sde srid bsod nams chos 'phel ) oder Sönam Rabten (* 1595; † 1658) war ein bedeutender Gelehrter der Gelug-Tradition des Buddhismus in Tibet und Staatsmann. Er war der erste Regent in Tibet von 1642 bis 1658.
In der Jugendzeit des 5. Dalai Lama suchte er Hilfe bei dem mongolischen Militärführer Gushri Khan, um die Verfolgung der Gelugpa-Sekte des Dalai Lama zu beenden und begründete damit die führende Position dieses Ordens in Tibet.